# Symplektische Kapazität
In der symplektischen Geometrie, einem Teilgebiet der Differentialgeometrie innerhalb der Mathematik, sind symplektische Kapazitäten Invarianten symplektischer Mannigfaltigkeiten, die Obstruktionen für die symplektische Einbettbarkeit liefern.

## Definition
Eine symplektische Kapazität ist eine Funktion {\displaystyle c}, die Gebieten {\displaystyle X\subset {\mathbb {R} }^{2n}} eine reelle Zahl {\displaystyle c(X)\geq 0} zuordnet, so dass gilt:
- (Monotonie) Wenn {\displaystyle X} und {\displaystyle X^{\prime }} Gebiete im {\displaystyle \mathbb {R} ^{2n}} sind und es eine symplektische Einbettung {\displaystyle X\to X^{\prime }} gibt, dann ist {\displaystyle c(X)\leq c(X^{\prime })}.
- (Konformalität) Für jedes Gebiet {\displaystyle X\subset \mathbb {R} ^{2n}} und jede positive reelle Zahl r gilt {\displaystyle c(rX)=r^{2}c(X)}.

Eine symplektische Kapazität heißt normiert, wenn für die Einheitskugel {\displaystyle B^{2n}(1)} und den Einheitszylinder {\displaystyle Z^{2n}(1)} gilt
{\displaystyle c(B^{2n}(1))=c(Z^{2n}(1))=1.}

## Beispiele
- Die Gromov-Weite {\displaystyle c_{Gr}(X)=\sup \left\{r\colon B^{2n}(r){\mbox{ kann symplektisch in }}X{\mbox{ eingebettet werden}}\right\}} ist eine symplektische Kapazität. Es folgt aus dem Quetschungssatz von Gromov, dass sie normiert ist.
- Die zylindrische Kapazität {\displaystyle c_{Z}(X)=\inf \left\{R\colon X{\mbox{ kann symplektisch in }}Z^{2n}(R){\mbox{ eingebettet werden}}\right\}} ist eine symplektische Kapazität. Es folgt aus dem Quetschungssatz von Gromov, dass sie normiert ist.
- Die Hofer-Zehnder-Kapazität {\displaystyle c_{ZH}} ist eine normierte symplektische Kapazität.
- Die Viterbo-Kapazität {\displaystyle c_{SH}} ist eine normierte symplektische Kapazität.
- Die Ekeland-Hofer-Kapazitäten {\displaystyle c_{k}^{EH}} sind symplektische Kapazitäten, für {\displaystyle k=1} erhält man eine normierte symplektische Kapazität.
- Die äquivarianten Kapazitäten {\displaystyle c_{k}^{CH}} sind symplektische Kapazitäten, für {\displaystyle k=1} erhält man eine normierte symplektische Kapazität.
- Für {\displaystyle 2n=4} sind die mittels eingebetteter Kontakt-Homologie definierten ECH-Kapazitäten {\displaystyle c_{k}^{ECH}} symplektische Kapazitäten, für {\displaystyle k=1} erhält man eine normierte symplektische Kapazität.